# Национальный экзаменационный совет Кении
Национальный экзаменационный совет Кении — государственный орган, ответственный за надзор за государственными экзаменами в Кении.

## Функции
Функциями совета являются:
- Разработка национальных экзаменов, политик и правил их проведения;
- Регистрация кандидатов на экзамены;
- Проведение обследования и обработка результатов;
- Вручение сертификатов и дипломов успешным кандидатам;
- Проведение исследований по оценке образования;
- Проведение сравнительный анализ сертификатов и дипломов, выданных другими заслуживающими доверия экзаменационными комиссиями;
- Проведение экзаменов от имени иностранных экзаменационных комиссий;
- Консультирование правительства по вопросам, касающимся экзаменов и сертификации.[3]

## Экзамены
Некоторые из проводимых советом экзаменов:
- Экзамен на получение аттестата о начальном образовании — проводится по окончании восьми классов начального образования учащимися. После прохождения экзамена ученик может переходить в среднюю школу.
- Экзамен на получение аттестата о среднем образовании — проводится после завершения четырехлетнего курса обучения в средней школе. После завершения экзамена учащийся может поступать в университет или колледж, в зависимости от полученной оценки.
- Выпускные экзамены для всех национальных политехнических университетов и техникумов.